# 卢多维特·奥多尔
卢多维特·奥多尔（1976年7月2日—），自匈牙利語翻譯又作奥多尔·拉约什，是斯洛伐克經濟學家與政治人物，自2023年5月15日至2023年10月25日期間出任斯洛伐克總理並領導技術官僚內閣，是斯洛伐克歷史上首位马扎尔人（匈牙利人）總理。在獲任命為總理前，奥多尔自2018年2月20日起出任斯洛伐克國家銀行副行長。

## 早年生活與教育
卢多维特·奥多尔在1976年7月2日生於鄰近科马尔诺鎮的韦克科西希村（自匈牙利語翻譯又作“纳吉凯西”），是斯洛伐克國內的馬扎爾少數族裔人士。奥多尔在其出生地的謝耶·亞諾什文理中學（以謝耶·亞諾什命名）完成中學學業。他就讀於布拉迪斯拉发夸美紐斯大學，並於1999年修畢數學與管理碩士學位。除母語匈牙利語外，他也通曉流利的斯洛伐克語與英語。

## 財經職涯
在修畢大學學業後，奥多尔於1999年4月起在捷克斯洛伐克商業銀行任職分析師。奥多尔於2001年轉職於斯洛伐克評級局（Ratingové agentúry），又於兩年後成為斯洛伐克共和国财政部的首席經濟學家。他在2006年1月成為斯洛伐克國家銀行董事會成員，並在2010年至2012年間作為時任總理伊薇塔·拉迪乔娃與財政部長伊凡·米克洛什的顧問。2015年9月，獲委任為欧洲联盟獨立財政機構網絡（Network of Independent Fiscal Institutions）副主席，後於2017年10月轉任斯洛伐克儲蓄銀行監督委員會成員兼預算責任委員會（Rady pre rozpočtovú zodpovednosť）成員至2018年2月。
2018年2月，奥多尔獲橋黨提名為斯洛伐克國家銀行副行長，並於同月20日正式上任。奥多尔除了是金融政策研究所（Inštitútu finančnej politiky）、財政部物有所值署（Útvaru hodnoty za peniaze）與預算責任委員會的聯合創始人之一外，也是自2016年起中欧大学的客座教授。奥多尔亦是布拉迪斯拉發馬扎爾職業訓練學院（Pozsonyi Magyar Szakkollégium）學術委員會（Tanulmányi Tanácsának）的成員。
奥多尔是米库拉什·祖林达在2004年的稅制改革中19%稅率单一税政策的制定者之一，該政策使斯洛伐克在外國投資者眼中的形象得以改善，並使斯洛伐克成為歐洲的經濟之虎。他亦在養老金制度改革、改採歐元與制定預算規則等方面發揮作用。

## 總理任期
2023年5月7日，此前曾領導多數派聯合政府，但在自由和团结於2022年9月退出執政聯盟後喪失國民議會多數優勢的看守總理愛德華·黑格爾在其內閣閣員相繼辭職，並因其領導的是看守內閣而無法填補職缺的情況下請辭。黑格爾同時請求總統苏珊娜·恰普托娃委任技術官僚內閣。恰普托娃總統隨後委任奥多尔與其內閣成員，內閣於同月15日就任，奥多尔由此成為斯洛伐克首位马扎尔人總理。7月19日，內政部長伊凡·斯姆科因與因與警察領導層發生分歧而被撤職，奥多尔遂兼任內政部長。根據奥多尔的個人網站，他信奉实用主义與实证经济学。

## 個人生活
奥多尔已婚，有兩個子女。

## 著作
- Beblavý, Miroslav; Cobham, David; Ódor, L'udovít (编). . New York: Cambridge University Press. 2011. ISBN 978-1-107-01474-9. LCCN 2011027489. doi:10.1017/CBO9781139044554.
- Ódor, L'udovít (编). . New York: Cambridge University Press. 2017. ISBN 978-1-107-16058-3. LCCN 2016050853. doi:10.1017/9781316675861.

## 外部連結
- 官方网站（斯洛伐克語）

| 官衔                   | 官衔                                      | 官衔                 |
| ---------------------- | ----------------------------------------- | -------------------- |
| 前任者： 愛德華·黑格爾 | 斯洛伐克總理 2023年5月15日—2023年10月25日 | 繼任者： 罗伯特·菲佐 |